# Wappen von Hirschlach
Das Wappen von Hirschlach ist das Hoheitszeichen der ehemaligen Gemeinde Hirschlach, einem heutigen Gemeindeteil der Stadt Merkendorf im Landkreis Ansbach, Mittelfranken.

## Blasonierung
„In Rot auf goldenem Rasen ein springender Hirsch.“

## Geschichte
Das Wappen wurde auf Beschluss des Gemeinderates von Hirschlach 1956 eingeführt und bestand bis zur Auflösung der Gemeinde am 1. Mai 1978. Es war das frühere Hoheitswappen derer von Hirschlach.